# Frontière entre la Californie et le Nevada

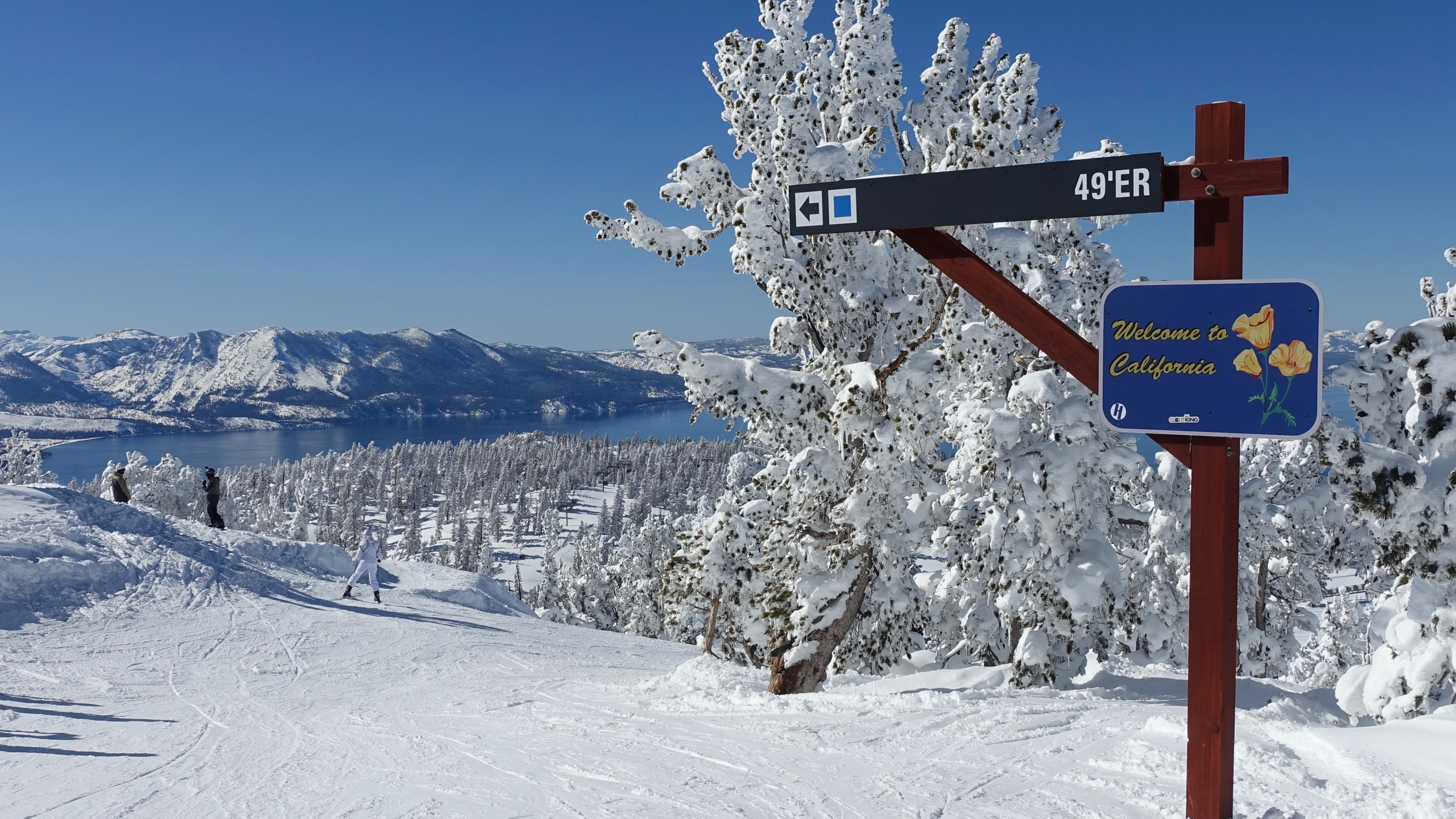
Entrée en Californie depuis le Nevada pour les skieurs près du lac Tahoe.

La frontière entre la Californie et le Nevada est une frontière intérieure des États-Unis délimitant les territoires de la Californie au sud et le Nevada au nord.
Le tracé de celle-ci est constitué de deux sections rectilignes :
- la première, d'orientation nord-sud, suit du 120e méridien ouest de son intersection avec le 42e parallèle nord jusqu'au Lac Tahoe, sur une distance d'environ 330 km ;
- la seconde oblige vers le sud-est, sur environ 650 km, depuis le lac jusqu'au niveau du 35e parallèle nord qu'elle atteint au fleuve Colorado.

## Divers
Les trois principales agglomérations du Nevada (Las Vegas-Henderson-Paradise, Reno, Carson City…) se trouvent à moins d'une soixantaine de kilomètres de la frontière. Cette localisation est principalement dû au fait qu'elles se sont notamment enrichies grâce à l'industrie du tourisme, particulièrement liées à l'activité des casinos. Ceux-ci attirent en effet de nombreux Californiens puisque les jeux d'argent sont interdits en Californie.